# Freeway
Freeway (nacido como Leslie Pridgen, Filadelfia, Pensilvania, 8 de julio de 1978) es un rapero estadounidense afiliado al sello de Jay-Z, Roc-a-Fella Records. Su álbum en solitario es Philadelphia Freeway, que cuenta con éxitos como What We Do. Entre sus colaboraciones más destacadas están Jay-Z, Beanie Sigel, Nelly, Snoop Dogg y Mariah Carey. Para este 2006 tiene pensado publicar su segundo álbum, titulado Free At Last. Los rumores indican a que Jay-Z está trabajando con 50 Cent para el proyecto.

## Biografía
Leslie empezó rapeando en el instituto. Más tarde tuvo la suerte de encontrarse con el artista de Roc-A-Fella, Beanie Sigel, que lo ayudó consiguiendo un contrato con el sello. Es significativo su habilidad para rapear mientras se priva de la rima. Aunque, si lo escuchas con detenimiento, observaras que la rima está en sus veros.
Freeway es conocido también por su barba debido a sus creencias islamistas.

## Batallafreestylecon Cassidy
En 2004 Freeway, participó en una batalla en la radio con el rapero Cassidy. La disputa entre Cassidy y Freeway no fue nunca confirmada, por el contrario, si entre los fanes, que debatieron sobre quien fue el vencedor de la batalla.

## State Property
También forma parte de State Property, una crew de Philadelphia, liderada por Beanie Sigel, y completada por los raperos de Philly, Freeway, Peedi Crakk, Oschino Vazquez, Omillio Sparks, y Young Gunz. State Property firmó por Roc-A-Fella Records, pero con el reciente ascenso de Jay-Z a Def Jam, y con la encarcelación de Beanie Sigel, el futuro del grupo está en disputa.

## Discografía

### Álbumes
- 2001: My Name Is Freeway!!!
- 2003: Philadelphia Freeway #5 US
- 2007: Free At Last
- 2009: Philadelphia Freeway 2
- 2010: The Stimulus Package (Con Jake One)
- 2010: The Roc Boys (Con Beanie Sigel)

### Sencillos
| Año  | Título                  | Posiciones        | Posiciones     | Álbum                |
| Año  | Título                  | Billboard Hot 100 | US R&B/Hip-Hop | Álbum                |
| ---- | ----------------------- | ----------------- | -------------- | -------------------- |
| 2003 | "What We Do"            | #97               | #47            | Philadelphia Freeway |
| 2003 | "Flipside"              | #95               | #40            | Philadelphia Freeway |
| 2003 | "Alright"               | -                 | #64            | Philadelphia Freeway |
| 2006 | "Where U Been"          | TBR               | TBR            | Free At Last         |
| 2006 | "Untitled" feat Lil Jon | TBR               | TBR            | Free At Last         |